# Užská župa

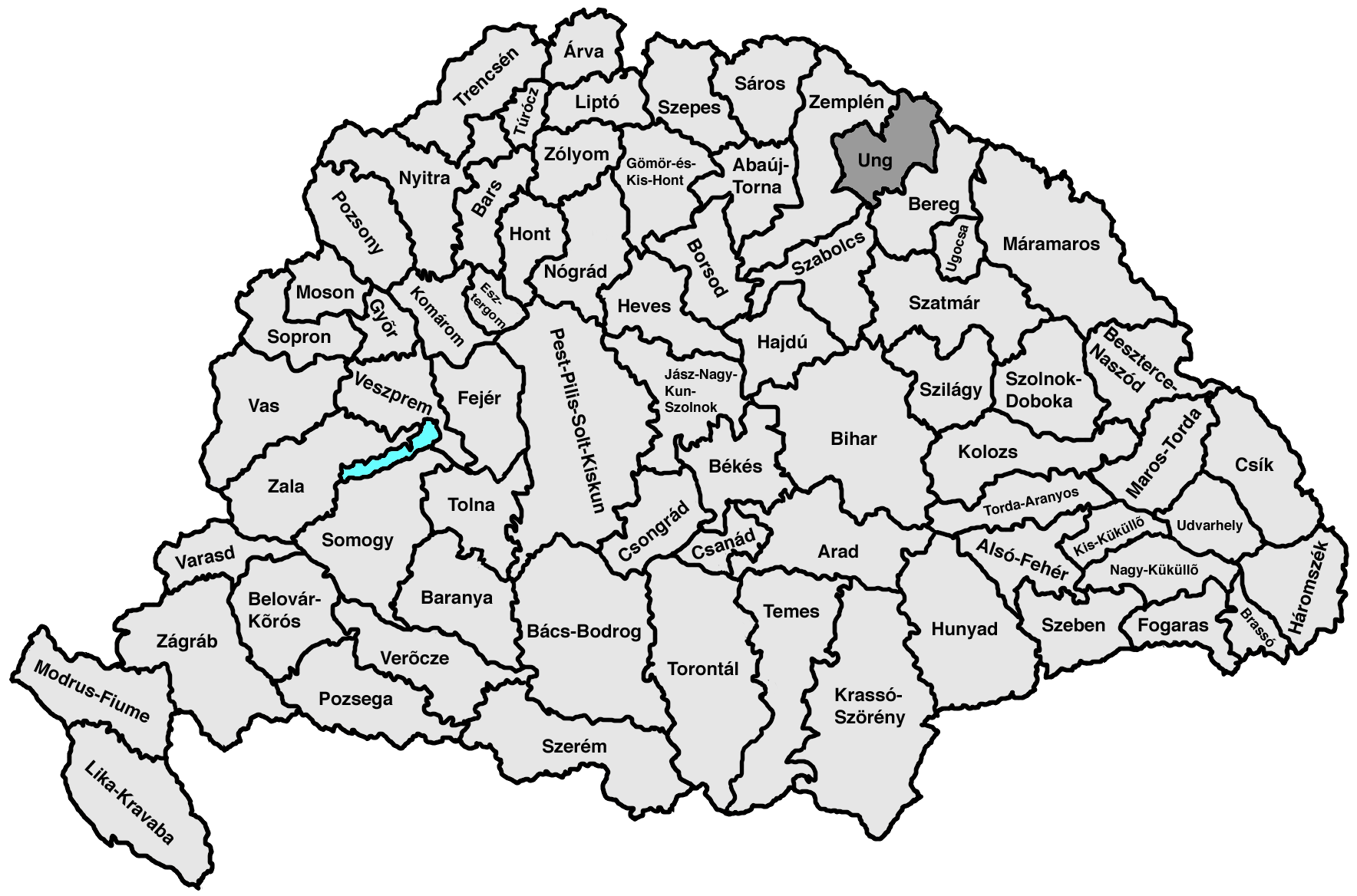
Užská župa v župním dělení Uherského království

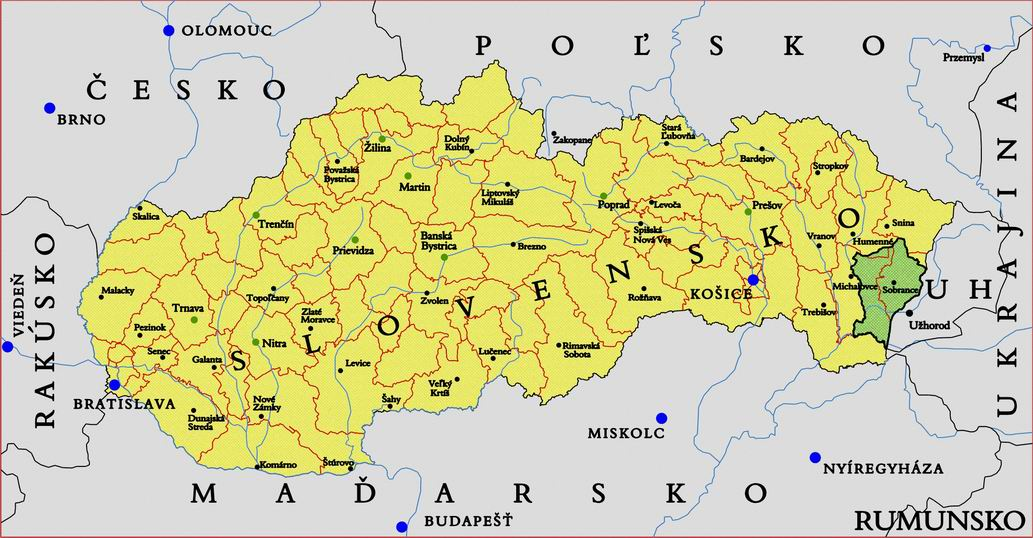
Užská župa v dnešním Slovensku

Užská župa (latinsky comitatus Unghvariensis; maďarsky Ung (vár)megye; německy Komitat Ung) byla správní jednotka (zvaná komitát, stolice či župa) na severovýchodě Uherska u hranice s Haličí. Nazývala se podle řeky Uh (maďarsky Ung, rusínsky Už), která jí v celé délce protékala; jejím hlavním (a ve své době jediným) městem byl Užhorod (Ungvár). Sousedila na západě se Zemplínskou župou, na východě s Berežskou župou a na jihu krátce se Sabolčskou župou. Měla rozlohu 3 230 km² a roku 1910 v ní žilo asi 162 tisíc obyvatel.
Většina jejího území se dnes nachází na Ukrajině, západní část na Slovensku (území mezi Vihorlatem a Latoricou) a nejzazší výběžek na jihu (přesah na levý břeh Tisy) je součástí Maďarska.

## Historie
Župa patří ke skupině nejstarších uherských žup založených v 11. století a existovala bez podstatných změn až do začátku 20. století. Členila se na šest okresů (Perečín, Seredné, Sobrance, Užhorod, Velké Kapušany, Velký Berezný) a samosprávné město Užhorod.
Po první světové válce rozhodnutím Trianonské smlouvy připadla téměř celá (až na obce Györöcske a Záhoň) Československu, v jehož rámci ještě existovala až do roku 1926 (od roku 1921 pod názvem Užhorodská). Byla součástí Země podkarpatoruské, přičemž její západní část z ní byla vyčleněna a připojena k Zemplínské župě na Slovensku; konkrétně šlo o tehdejší okres Veľké Kapušany (včetně železničního uzlu Čop), okres Sobrance a západní okraj okresu Užhorod. 
Župa zanikla roku 1926 sjednocením celé Podkarpatské Rusi do jediné župy Podkarpatoruské se sídlem v Mukačevu. Po První vídeňské arbitráži roku 1938 byla na Maďarskem získané části dočasně obnovena a po maďarské anexi zbylé Podkarpatské Rusi roku 1939 se zbytek historického území Užské župy stal tzv. Užským správním obvodem (Ungi közigazgatási kirendeltség). 
Roku 1945 byly maďarské územní zisky anulovány a celá Podkarpatská Rus, včetně několika obcí někdejší Užské župy připojených ke Slovensku, byla anektována Sovětským svazem a začleněna jako Zakarpatská oblast Ukrajinské SSR, nyní Ukrajiny. Užská župa tím definitivně zanikla (Užhorod se nicméně stal novým oblastním střediskem namísto Mukačeva).

## Geografie
Užská župa se prostírala mezi dolním tokem Latorice a obloukem Karpat, především na povodí řeky Uh. Na jihu zasahovala výběžkem až za řeku Tisu, na západě ji zhruba vymezoval Laborec, Vihorlatské vrchy a hřebeny Bukovských vrchů, a na východě užsko-latorická rozvodnice. Tvořila tak geograficky poměrně kompaktní a přirozeně ohraničené území, což přispívalo k její historické stabilitě.
Krajina Užska sestávala z několika diametrálně odlišných celků – na jih a jihozápad zasahovala širá rovina (nejsevernější výběžek Panonské pánve), zvedající se do vnitřního karpatského pásma (Vihorlat, Syňak) přeťatého průlomem Uhu. Za těmito hřebeny se prostírá kopcovitá kotlina okolo středního Uhu a jeho přítoku Turje, odkud terén stoupá do hornaté zóny hlavního pásma Karpat až do nejvyšších poloh na severovýchodní hranici.